# Chersodromus
Chersodromus är ett släkte av ormar. Chersodromus ingår i familjen snokar. Släktet tillhör underfamiljen Dipsadinae som ibland listas som familj.
Arterna är med en längd mindre än 75 cm små ormar. De förekommer i Mexiko. Det är i princip inget känt om levnadssättet.
Arter enligt Catalogue of Life:
- Chersodromus liebmanni
- Chersodromus rubriventris

Året 2018 blev ytterligare två arter beskrivna:
- Chersodromus australis
- Chersodromus nigrum